# Borussia-Brauerei
Die Dortmunder Borussia-Brauerei im Dortmunder Norden bestand von 1885 bis zu ihrem Konkurs 1901. 2023 wurde unter diesem Namen eine neue Brauerei gegründet.

## Geschichte
Im Jahr 1875 gründeten Herman Tepel und Eduard Habich die Bairisch Bierbrauerei an der Steigerstraße im Dortmunder Norden. Aus dieser gründete Eduard Habich 1885 die Dortmunder Borussia-Brauerei. Das Borussia-Bier wurde für viele Arbeiter der Dortmunder Stahlindustrie und des Bergbaus zur favorisierten Marke.
2023 wurde die Marke in Dortmund wiederbelebt.

### Konkurs
Bis zu ihrem Konkurs 1901, ausgelöst durch zunehmende Konkurrenzkämpfe, hatte sie einen Jahresausstoß von 12.000 Hektoliter erreicht. Die Gläubiger entschlossen sich am 8. November 1901 zur Gründung der Dortmunder-Hansa-Brauerei mit einem am 12. Dezember 1901 beschlossenen Aktienvolumen von 350.000 Mark. Der Braubetrieb wurde am 1. Februar 1902 aufgenommen.

### Borussia Dortmund
Am 19. Dezember 1909 begann in der Nähe des Borsigplatzes die Geschichte von Borussia Dortmund. Etwa 50 junge Männer aus der katholischen Dreifaltigkeitsgemeinde trafen sich in der Gaststätte „Zum Wildschütz“. Im Sitzungszimmer inspirierte sie ein altes Brauerei-Reklameschild zum Namen Borussia. Der Name wurde unter anderem auch angenommen, weil der Vater von Franz Jacobi, einem der Initiatoren der Vereinsgründung, bei der Borussia-Brauerei gearbeitet hatte und schon verstorben war, als Franz Jacobi erst 14 Jahre alt war.